# جيليان فلورنسا
جيليان فلورنسا هي لاعبة اتحاد الرغبي كندية، ولدت في 30 أبريل 1975.